# Nanoalliage nickel-platine
Un nanoalliage nickel-platine est un mélange de particules nanométriques de nickel et de platine.